# Bilan saison par saison du CJM Bourges Basket
Cette page présente le bilan par saison du CJM Bourges Basket devenu Tango Bourges Basket.

## Bilan par saison
Depuis la saison 1994-1995, année où le club remporte son premier titre de champion de France, le termine chaque saison dans les trois premiers du championnat. Le club est également présent sans discontinuer sur la scène européenne depuis cette même saison, remportant également son premier titre européen en 1995 avec la Coupe Ronchetti. Le club remporte à trois reprises le plus prestigieux trophée européen, l'Euroligue, en  1997, 1998 et 2001.
| Saison    | Championnat  | Championnat             | Coupes nationales | Coupes nationales        | Coupe européennes   | Coupe européennes  |
| Saison    | Division     | Classement              | Coupe de France   | Tournoi de la Fédération | Compétition         | Résultat           |
| --------- | ------------ | ----------------------- | ----------------- | ------------------------ | ------------------- | ------------------ |
| 1987-1988 | Nationale 3  |                         |                   |                          |                     |                    |
| 1988-1989 | Nationale 2  |                         |                   |                          |                     |                    |
| 1989-1990 | Nationale 1B |                         | Vainqueur         |                          |                     |                    |
| 1990-1991 | Nationale 1B |                         | Vainqueur (2)     |                          |                     |                    |
| 1991-1992 | Nationale 1A | 9e                      |                   |                          |                     |                    |
| 1992-1993 | Nationale 1A | 6e                      |                   |                          |                     |                    |
| 1993-1994 | Nationale 1A | 5e                      |                   |                          |                     |                    |
| 1994-1995 | NF1A         | Champion de France      |                   |                          | Coupe Ronchetti     | Vainqueur          |
| 1995-1996 | NF1A         | Champion de France (2)  |                   | Vainqueur                | Euroligue           | Final Four         |
| 1996-1997 | NF1A         | Champion de France (3)  |                   | 3e                       | Euroligue           | Vainqueur          |
| 1997-1998 | NF1A         | Champion de France (4)  |                   | Finaliste                | Euroligue           | Vainqueur          |
| 1998-1999 | LFB          | Champion de France (5)  |                   | Vainqueur (2)            | Euroligue           | Quart de finaliste |
| 1999-2000 | LFB          | Champion de France (6)  |                   | Vainqueur (3)            | Euroligue           | Finaliste          |
| 2000-2001 | LFB          | Finaliste               |                   | Vainqueur (4)            | Euroligue           | Vainqueur          |
| 2001-2002 | LFB          | Vice-champion de France | Finaliste         | Finaliste                | Euroligue           | Quart de finale    |
| 2002-2003 | LFB          | 3e                      |                   | 3e                       | Euroligue           | Final Four         |
| 2003-2004 | LFB          | Vice-champion de France |                   | 4e                       | Euroligue           | Quart de finale    |
| 2004-2005 | LFB          | Vice-champion de France | Vainqueur (3)     | Finaliste                | Euroligue           | Quart de finale    |
| 2005-2006 | LFB          | Champion de France (7)  | Vainqueur (4)     | Vainqueur (5)            | Euroligue           | Quart de finale    |
| 2006-2007 | LFB          | Vice-champion de France | Finaliste         | Vainqueur (6)            | Euroligue           | Final Four         |
| 2007-2008 | LFB          | Champion de France (8)  | Vainqueur (5)     | Vainqueur (7)            | Euroligue           | Final Four         |
| 2008-2009 | LFB          | Champion de France (9)  | Vainqueur (6)     | épreuve disparue         | Euroligue           | Quart de finale    |
| 2009-2010 | LFB          | Vice-champion de France | Vainqueur (7)     | -                        | Euroligue           | Huitième de finale |
| 2010-2011 | LFB          | Champion de France (10) | Demi-finale       | -                        | Euroligue           | Quart de finale    |
| 2011-2012 | LFB          | Champion de France (11) | Finaliste         | -                        | Euroligue           | Huitième de finale |
| 2012-2013 | LFB          | Champion de France (12) | Quart de finale   | -                        | Euroligue           | Final Eight (3e)   |
| 2013-2014 | LFB          | Vice-champion de France | Vainqueur (8)     | -                        | Euroligue           | Final Eight (4e)   |
| 2014-2015 | LFB          | Champion de France (13) | Finaliste         | -                        | Euroligue           | Quart de finale    |
| 2015-2016 | LFB          | Vice-Champion de France | Finaliste         | -                        | Euroligue Eurocoupe | 1er tour Vainqueur |
| 2016-2017 | LFB          | Demi-finaliste          | Vainqueur (9)     | -                        | Euroligue           | Quarts de finale   |
| 2017-2018 | LFB          | Finaliste               | Vainqueur (10)    | -                        | Euroligue           | Quarts de finale   |
| 2018-2019 | LFB          | Champion de France (14) |                   | -                        | Euroligue           | Quarts de finale   |

## Effectifs

### Saison 2023-2024
- Entraîneur : Olivier Lafargue
- Entraîneur adjoint : Jérôme Authier

| Numéro | Nom               | Date de naissance | Taille (m) | Poste           | Nationalité |
| ------ | ----------------- | ----------------- | ---------- | --------------- | ----------- |
| 2      | Anete Steinberga  | 29 janvier 1990   | 1,90       | pivot           | Lettonie    |
| 6      | Kamile Nacickaite | 28 décembre 1989  | 1,80       |                 | Pays-Bas    |
| 11     | Ana-Maria Filip   | 20 juin 1989      | 1,94       | pivot           | France      |
| 17     | Sarah Michel      | 10 janvier 1989   | 1,80       | arrière-ailière | France      |
| 18     | Pauline Astier    | 15 février 2002   | 1,76       | meneuse         | France      |
| 20     | Clémence Collin   | 20 février 2006   | 1,72       |                 | France      |
| 25     | Artemis Spanou    | 1er janvier 1993  | 1,85       | meneuse         | Grèce       |
| 32     | Tima Pouye        | 7 avril 1999      | 1,75       | meneuse         | France      |
| 39     | Alix Duchet       | 30 décembre 1997  | 1,63       | meneuse         | France      |
| 40     | Kayla Alexander   | 5 janvier 1991    | 1,93       | ailière forte   | Canada      |
| 44     | Kristen Mann      | 10 août 1983      | 1,86       | ailière forte   | États-Unis  |

### Saison 2022-2023
- Entraîneur : Olivier Lafargue
- Entraîneur adjoint : Jérôme Authier

| Numéro | Nom               | Date de naissance | Taille (m) | Poste           | Nationalité       |
| ------ | ----------------- | ----------------- | ---------- | --------------- | ----------------- |
| 1      | Yvonne Anderson   | 8 mars 1990       | 1,75       | meneuse         | États-Unis Serbie |
| 2      | Anete Steinberga  | 29 janvier 1990   | 1,90       | pivot           | Lettonie          |
| 7      | Nwal-Endéné Miyem | 15 mai 1988       | 1,88       | ailière forte   | France            |
| 17     | Sarah Michel      | 10 janvier 1989   | 1,80       | arrière-ailière | France            |
| 18     | Pauline Astier    | 15 février 2002   | 1,76       | meneuse         | France            |
| 21     | Laëtitia Guapo    | 25 octobre 1995   | 1,85       | ailière         | France            |
| 30     | Jess-Mine Zodia   | 22 décembre 2004  | 1,90       |                 | France            |
| 33     | Élodie Godin      | 5 juillet 1985    | 1,90       | pivot           | France            |
| 39     | Alix Duchet       | 30 décembre 1997  | 1,63       | meneuse         | France            |
| 40     | Kayla Alexander   | 5 janvier 1991    | 1,93       | ailière forte   | Canada            |

### Saison 2021-2022
- Entraîneur : Olivier Lafargue
- Entraîneur adjoint : Jérôme Authier

| Numéro | Nom               | Date de naissance | Taille (m) | Poste           | Nationalité  |
| ------ | ----------------- | ----------------- | ---------- | --------------- | ------------ |
| 18     | Pauline Astier    | 15 février 2002   | 1,76       | meneuse         | France       |
| 3      | Elin Eldebrink    | 18 septembre 1990 | 1,74       | arrière         | Suède        |
| 4      | Isabelle Yacoubou | 21 avril 1986     | 1,90       | pivot           | France Bénin |
| 44     | Kristen Mann      | 10 août 1983      | 1,86       | ailière forte   | États-Unis   |
| 21     | Laëtitia Guapo    | 25 octobre 1995   | 1,85       | ailière         | France       |
| 12     | Iliana Rupert     | 12 juillet 2001   | 1,93       | ailière forte   | France       |
| 7      | Nwal-Endéné Miyem | 15 mai 1988       | 1,88       | ailière forte   | France       |
| 17     | Sarah Michel      | 10 janvier 1989   | 1,80       | arrière-ailière | France       |
| 24     | Keisha Hampton    | 22 février 1990   | 1,88       | arrière         | États-Unis   |
| 33     | Élodie Godin      | 5 juillet 1985    | 1,90       | pivot           | France       |
| 36     | Djéné Diawara     | 29 janvier 1988   | 1,92       | pivot           | France Mali  |
| 39     | Alix Duchet       | 30 décembre 1997  | 1,63       | meneuse         | France       |

Opposé à deux équipes de haut niveau, Valence et Schio, Bourges ne parvient pas à franchir le tour préliminaire de l'Euroligue et manque cette compétition pour la première fois depuis 26 ans, ce qui reverse le club en Eurocoupe.
Après la blessure à la cheville d'Endy Miyem en février, le club engage en mars Djéné Diawara pour la suppléer.

### Saison 2020-2021
- Entraîneur : Olivier Lafargue
- Entraîneur adjoint : Jérôme Authier

| Numéro | Nom               | Date de naissance | Taille (m) | Poste           | Nationalité  |
| ------ | ----------------- | ----------------- | ---------- | --------------- | ------------ |
| 18     | Pauline Astier    | 15 février 2002   | 1,76       | meneuse         | France       |
| 3      | Elin Eldebrink    | 18 septembre 1990 | 1,74       | arrière         | Suède        |
| 4      | Isabelle Yacoubou | 21 avril 1986     | 1,90       | pivot           | France Bénin |
| 44     | Kristen Mann      | 10 août 1983      | 1,86       | ailière forte   | États-Unis   |
| 21     | Laëtitia Guapo    | 25 octobre 1995   | 1,85       | ailière         | France       |
| 11     | Alexia Chartereau | 5 septembre 1998  | 1,94       | ailière         | France       |
| 12     | Iliana Rupert     | 12 juillet 2001   | 1,93       | ailière forte   | France       |
| 17     | Sarah Michel      | 10 janvier 1989   | 1,80       | arrière-ailière | France       |
| 6      | Magali Mendy      | 6 février 1990    | 1,78       | arrière         | France       |
| 25     | Marissa Coleman   | 4 janvier 1987    | 1,85       | ailière         | États-Unis   |
| 33     | Élodie Godin      | 5 juillet 1985    | 1,90       | pivot           | France       |
| 39     | Alix Duchet       | 30 décembre 1997  | 1,63       | meneuse         | France       |

### Saison 2019-2020
- Entraîneur : Olivier Lafargue
- Entraîneur adjoint : Jérôme Authier

| Numéro | Nom               | Date de naissance | Taille (m) | Poste           | Nationalité  |
| ------ | ----------------- | ----------------- | ---------- | --------------- | ------------ |
| 0      | Jade Hamaoui      | 13 janvier 2001   | 1,84       | ailière         | France       |
| 3      | Elin Eldebrink    | 18 septembre 1990 | 1,74       | arrière         | Suède        |
| 4      | Isabelle Yacoubou | 21 avril 1986     | 1,90       | pivot           | France Bénin |
|        | Natalie Achonwa   | 22 novembre 1992  | 1,92       | pivot           | Canada       |
| 6      | Alexia Dubié      | 2 janvier 1990    | 1,72       | meneuse         | France       |
| 11     | Alexia Chartereau | 5 septembre 1998  | 1,94       | ailière         | France       |
| 12     | Iliana Rupert     | 12 juillet 2001   | 1,93       | ailière forte   | France       |
| 17     | Sarah Michel      | 10 janvier 1989   | 1,80       | arrière-ailière | France       |
| 23     | Ana Dabović       | 18 août 1989      | 1,89       | arrière-ailière | Serbie       |
| 25     | Marissa Coleman   | 4 janvier 1987    | 1,85       | ailière         | États-Unis   |
| 33     | Élodie Godin      | 5 juillet 1985    | 1,90       | pivot           | France       |
|        | Ana Filip         | 20 juin 1989      | 1,94       | pivot           | France       |

Isabelle Yacoubou indisponible en novembre et décembre, le club engage la canadienne Natalie Achonwa, puis Ana Filip.

### Saison 2018-2019
- Entraîneur : Olivier Lafargue
- Entraîneur adjoint : Jérôme Authier

| Numéro | Nom                  | Date de naissance | Taille (m) | Poste           | Nationalité       |
| ------ | -------------------- | ----------------- | ---------- | --------------- | ----------------- |
| 4      | Nayo Raincock-Ekunwe | 29 août 1991      | 1,86       | ailière         | Canada            |
| 5      | Cristina Ouviña      | 18 septembre 1990 | 1,74       | meneuse         | Espagne           |
| 11     | Alexia Chartereau    | 5 septembre 1998  | 1,94       | ailière         | France            |
| 12     | Iliana Rupert        | 12 juillet 2001   | 1,93       | ailière forte   | France            |
| 17     | Sarah Michel         | 10 janvier 1989   | 1,80       | arrière-ailière | France            |
| 21     | Katherine Plouffe    | 15 septembre 1992 | 1,91       | pivot           | Canada            |
| 23     | Marine Johannès      | 21 janvier 1995   | 1,77       | arrière         | France            |
| 24     | Lisa Berkani         | 19 mai 1997       | 1,76       | meneuse         | France            |
| 26     | Élodie Godin         | 5 juillet 1985    | 1,90       | pivot           | France            |
| 32     | KB Sharp             | 18 avril 1981     | 1,76       | arrière         | États-Unis France |

Le 14 février 2019, en manque de temps de jeu, Lisa Berkani quitte Bourges pour Villeneuve-d'Ascq. Bourges est éliminé en deux manches en demi-finales du championnat par Montpellier, mais remporte la Coupe de France pour la troisième année consécutive[réf. nécessaire].

### Saison 2017-2018
- Entraîneur : Olivier Lafargue
- Entraîneur adjoint : Jérôme Authier

| Numéro | Nom                  | Date de naissance | Taille (m) | Poste           | Nationalité       |
| ------ | -------------------- | ----------------- | ---------- | --------------- | ----------------- |
| 4      | Cristina Ouviña      | 18 septembre 1990 | 1,74       | meneuse         | Espagne           |
| 4      | Laia Palau           | 10 septembre 1979 | 1,78       | meneuse         | Espagne           |
| 7      | Ruth Hamblin         | 24 juin 1994      | 1,98       | pivot           | Canada            |
| 8      | Marine Johannès      | 21 janvier 1995   | 1,77       | arrière         | France            |
| 10     | Sarah Michel         | 10 janvier 1989   | 1,80       | arrière-ailière | France            |
| 11     | Valériane Ayayi      | 29 avril 1994     | 1,84       | ailière         | France            |
| 12     | Alexia Chartereau    | 5 septembre 1998  | 1,94       | ailière         | France            |
| 21     | Katherine Plouffe    | 15 septembre 1992 | 1,91       | pivot           | Canada            |
| 26     | Élodie Godin         | 5 juillet 1985    | 1,90       | pivot           | France            |
| 31     | Océane Monpierre     | 2000              | 1,70       | meneuse         | France            |
| 32     | KB Sharp             | 18 avril 1981     | 1,76       | arrière         | États-Unis France |
| 93     | Diandra Tchatchouang | 14 juin 1991      | 1,86       | ailière         | France            |

Bourges remporte la Coupe de France pour la seconde année consécutive face aux Flammes Carolo, soit la dixième coupe de l'histoire du club, puis quelques semaines plus tard son 14e championnat de France.

### Saison 2016-2017
- Entraîneur : Valérie Garnier
- Entraîneur adjoint : Jérôme Authier

| Numéro | Nom                  | Date de naissance | Taille (m) | Poste         | Nationalité |
| ------ | -------------------- | ----------------- | ---------- | ------------- | ----------- |
| 5      | Paoline Salagnac     | 13 mars 1984      | 1,76       | arrière       | France      |
| 7      | Ingrid Tanqueray     | 25 août 1988      | 1,64       | meneuse       | France      |
| 8      | Marine Johannès      | 21 janvier 1995   | 1,77       | arrière       | France      |
| 10     | Sara Chevaugeon      | 12 février 1993   | 1,75       | ailière       | France      |
| 11     | Clarissa dos Santos  | 10 mars 1988      | 1,85       | ailière forte | Brésil      |
| 12     | Alexia Chartereau    | 5 septembre 1998  | 1,94       | pivot         | France      |
| 13     | Johannah Leedham     | 5 décembre 1987   | 1,80       | arrière       | Angleterre  |
| 14     | Kayla Alexander      | 5 janvier 1991    | 1,93       | ailière forte | Canada      |
| 15     | Miljana Bojović      | 9 juillet 1982    | 1,81       | meneuse       | Serbie      |
| 20     | Ana Filip            | 20 juin 1989      | 1,94       | pivot         | France      |
| 93     | Diandra Tchatchouang | 14 juin 1991      | 1,86       | ailière       | France      |

Avec un groupe de onze joueuses, Pierre Fosset annonce une concurrence plus forte : « C'est sain et nécessaire pour faire progresser l'équipe. ».. Il a préféré le profil de Miljana Bojović à celui de la jeune internationale Olivia Époupa « Nous voulions une meneuse de métier. Nous la connaissions pour l'avoir jouée plusieurs fois avec Kosice et Fenerbahçe. À l'époque, sa coache parlait d'ailleurs avec beaucoup de considération de cette joueuse qui peut scorer autant que mener, et qui présente une belle aptitude au combat ».
Après deux finales perdues, Bourges remporte 75-65 la Coupe de France 2017, sa neuvième, face à Charleville.
Opposé au leader de la saison régulière Montpellier, Bourges est battu 2 manches à 1 en demi-finale et manque d'accéder aux finales.

### Saison 2015-2016
- Entraîneur : Valérie Garnier
- Entraîneur adjoint : Jérôme Authier

| Numéro | Nom                  | Date de naissance | Taille (m) | Poste         | Nationalité       | Évaluation 2015/2016 | Points | Rebonds | Passes |
| ------ | -------------------- | ----------------- | ---------- | ------------- | ----------------- | -------------------- | ------ | ------- | ------ |
| 5      | Paoline Salagnac     | 13 mars 1984      | 1,76       | arrière       | France            | 9,4                  | 7,5    | 2,8     | 2,1    |
| 6      | Diandra Tchatchouang | 14 juin 1991      | 1,86       | ailière       | France            | 6,6                  | 5,6    | 3,6     | 3,2    |
| 7      | Ingrid Tanqueray     | 25 août 1988      | 1,64       | meneuse       | France            | 9,6                  | 6,9    | 2,4     | 2,8    |
| 8      | Laura Hodges         | 13 décembre 1983  | 1,88       | ailière forte | Australie         | 5,4                  | 6,7    | 2,1     | 0,8    |
| 9      | Céline Dumerc        | 9 juillet 1982    | 1,69       | meneuse       | France            | 13,2                 | 9,9    | 2,9     | 5,0    |
| 10     | Sara Chevaugeon      | 12 février 1993   | 1,75       | ailière       | France            | 3,6                  | 6,4    | 0,6     | 1,1    |
| 11     | Héléna Ciak          | 15 décembre 1989  | 1,97       | pivot         | France            | 12,5                 | 8,2    | 5,9     | 1,2    |
| 12     | Ana Filip            | 20 juin 1989      | 1,94       | pivot         | France            | 8,1                  | 7,7    | 4,8     | 1,0    |
| 14     | Danielle Page        | 14 novembre 1986  | 1,86       | ailière forte | États-Unis Serbie | 16,5                 | 11,3   | 7,9     | 2,3    |
| 13     | Johannah Leedham     | 5 décembre 1987   | 1,80       | arrière       | Angleterre        | 14,5                 | 10,5   | 6,1     | 3,1    |
| 24     | Shay Murphy          | 15 avril 1985     | 1,84       | ailière       | États-Unis        | 6,7                  | 5,3    | 2,2     | 0,8    |

Malgré la victoire en Eurocoupe, le président Pierre Fosset se dit déçu par la saison des Tangos qui n'ont pas atteint les trois objectifs fixés : la Coupe de France, le championnat et les quarts de finale de l'Euroligue. Il assume l'erreur de recrutement de Shay Murphy (« Qu'est-ce qu'elle a amené au club ? Rien, puisqu'il a fallu qu'on s'en sépare ») et les limites de Laura Hodges (« J'aurais dû me séparer d'Hodges avant. Je pense qu'on aurait pu prendre une joueuse plus forte dont l'équipe avait besoin. Sur notre secteur intérieur, on était léger et je le dis. ») Il se félicite en revanche de la nouvelle salle du Prado : « On l'a rempli deux fois. On fait près de 30 % de spectateurs en plus, ce n'est pas rien. ».

### Saison 2014-2015
- Entraîneur : Valérie Garnier

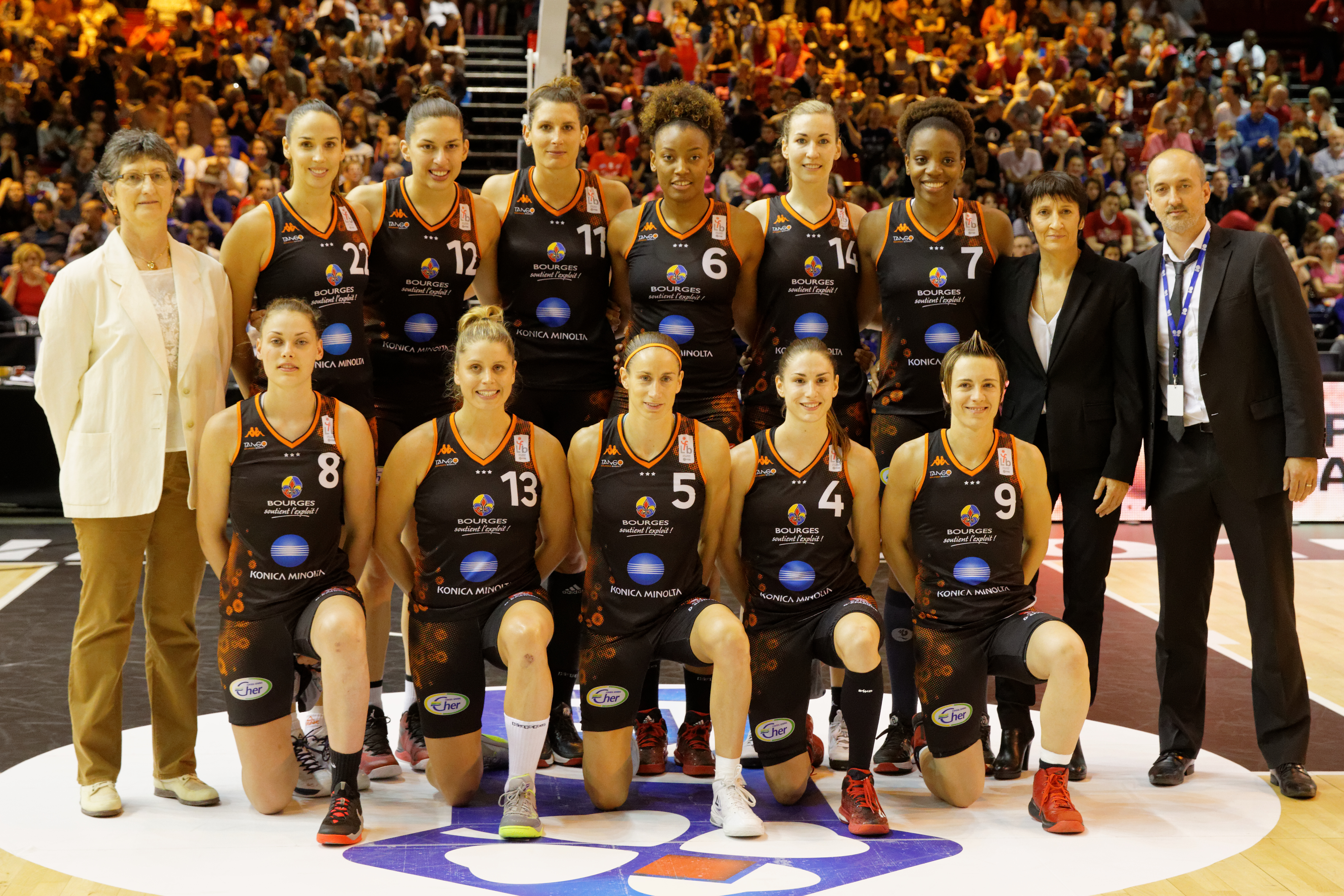
L'équipe lors la finale de la Coupe de France 2015.

- Entraîneur adjoint : Jérôme Authier

| Numéro | Nom                  | Date de naissance | Taille (m) | Poste         | Nationalité |
| ------ | -------------------- | ----------------- | ---------- | ------------- | ----------- |
| 4      | Romane Bernies       | 27 juin 1993      | 1,70       | meneuse       | France      |
| 5      | Paoline Salagnac     | 13 mars 1984      | 1,76       | arrière       | France      |
| 6      | Diandra Tchatchouang | 14 juin 1991      | 1,86       | ailière       | France      |
| 7      | Nwal-Endéné Miyem    | 15 mai 1988       | 1,88       | intérieure    | France      |
| 8      | Mathilde Combes      | 1996              | 1,83       | ailière       | France      |
| 9      | Céline Dumerc        | 9 juillet 1982    | 1,69       | meneuse       | France      |
| 11     | Héléna Ciak          | 15 décembre 1989  | 1,97       | pivot         | France      |
| 12     | Marianna Tolo        | 2 juillet 1989    | 1,96       | pivot         | Australie   |
| 22     | Laura Hodges         | 13 décembre 1983  | 1,88       | ailière forte | Australie   |
| 13     | Johannah Leedham     | 5 décembre 1987   | 1,80       | arrière       | Angleterre  |
| 14     | Pauline Lo           | 13 janvier 1987   | 1,92       | ailière       | France      |
| 23     | Danielle Adams       | 19 février 1989   | 1,85       | ailière       | États-Unis  |

Sans club après la relégation de Perpignan, l'ancienne internationale Pauline Lo signe à Bourges en novembre 2014 notamment à la suite de la blessure d'Endy Miyem.
Bourges remporte son treizième titre de champion de France, égalant ainsi le record de Clermont, en disposant de Villeneuve d'Ascq lors de la belle de la finale (51-49), mais le club du Berry doit s'incliner en finale de la Coupe de France après prolongation face à Montpellier

### Saison 2013-2014
- Entraîneur : Valérie Garnier
- Entraîneur adjoint : Jérôme Authier

| Numéro | Nom                   | Date de naissance | Taille (m) | Poste      | Nationalité |
| ------ | --------------------- | ----------------- | ---------- | ---------- | ----------- |
| 4      | Romane Bernies        | 27 juin 1993      | 1,70       | meneuse    | France      |
| 5      | Paoline Salagnac      | 13 mars 1984      | 1,76       | arrière    | France      |
| 6      | Diandra Tchatchouang  | 14 juin 1991      | 1,86       | ailière    | France      |
| 7      | Nwal-Endéné Miyem     | 15 mai 1988       | 1,88       | intérieure | France      |
| 9      | Céline Dumerc         | 9 juillet 1982    | 1,69       | meneuse    | France      |
| 10     | Chatilla van Grinsven | 23 février 1991   | 1,88       | ailière    | Pays-Bas    |
| 11     | Catherine Joens       | 2 février 1981    | 1,80       | arrière    | États-Unis  |
| 12     | Marianna Tolo         | 2 juillet 1989    | 1,96       | pivot      | Australie   |
| 13     | Johannah Leedham      | 5 décembre 1987   | 1,80       | arrière    | Angleterre  |
|        | Stylianí Kaltsídou    | 12 janvier 1983   | 1,88       | ailière    | Grèce       |
| 14     | Emmeline Ndongue      | 25 avril 1983     | 1,90       | pivot      | France      |

Bourges décroche la première place de la saison régulière. Le club remporte sa huitième coupe de France face à Villeneuve-d'Ascq par 57 points à 48 grâce notamment à Emmeline Ndongue (14 points à 6/7, 8 rebonds) et  Endy Miyem (20 points à 9/11, 5 rebonds).

### Effectif 2012-2013
- Entraîneur : Valérie Garnier[28]
- Entraîneur adjoint : Jérôme Authier[28]

| Numéro | Nom                | Date de naissance | Taille (m) | Poste      | Nationalité    |
| ------ | ------------------ | ----------------- | ---------- | ---------- | -------------- |
| 4      | Romane Bernies     | 27 juin 1993      | 1,70       | meneuse    | France         |
| 6      | Frida Eldebrink    | 4 janvier 1988    | 1,74       | arrière    | Suède          |
| 30     | Johannah Leedham   | 5 décembre 1987   | 1,80       | arrière    | Angleterre     |
| 7      | Nwal-Endéné Miyem  | 15 mai 1988       | 1,88       | intérieure | France         |
| 8      | Stylianí Kaltsídou | 12 janvier 1983   | 1,88       | ailière    | Grèce          |
| 9      | Céline Dumerc      | 9 juillet 1982    | 1,69       | meneuse    | France         |
| 10     | Pauline Krawczyk   | 17 mars 1985      | 1,82       | ailière    | France Pologne |
| 11     | Catherine Joens,   | 2 février 1981    | 1,80       | arrière    | États-Unis     |
| 31     | Marissa Coleman    | 4 janvier 1987    | 1,85       | ailière    | États-Unis     |
| 11     | Simona Ballardini  | 24 mars 1981      | 1,83       | arrière    | Italie         |
| 12     | Zoí Dimitrákou     | 25 mai 1987       | 1,89       | ailière    | Grèce          |
| 13     | Stephany Skrba     | 13 avril 1987     | 1,88       | intérieure | Canada         |
| 14     | Emmeline Ndongue   | 25 avril 1983     | 1,90       | pivot      | France         |
| 15     | Christelle Diallo  | 12 mars 1993      | 1,93       | pivot      | France         |

Entravé par des blessures (Joens, Kaltsidou…), le CJM est distancé en début de championnat LFB par Montpellier, qui défait Bourges de 20 points au match aller. Sur la saison, pas mal de seize joueuses sont utilisées. Cependant le club tire son épingle de jeu en Euroligue derrière le Spartak Moscou.
Bourges se qualifie pour la Finale à 8 de l'Euroligue en éliminant le club polonais de Wisła Cracovie sur le score de deux victoires à une, malgré une première défaite à domicile. Bourges s'impose en Pologne sur le score de 50 à 38 puis remporte la manche décisive disputée à domicile, 66 à 59. Lors du Final Eight, disputé à Iekaterinbourg, Bourges est confronté à trois équipes dans le groupe B, le  Fenerbahçe İstanbul, le Spartak Moscou et Schio. Après une défaite face au club turc lors de la première journée, 69 à 44, les Berruyères remportent les deux matchs suivant, d'abord face au club russe, 71 à 64 puis face aux Italiennes sur le score de 60 à 56. Opposé en demi-finale au club russe de UMMC Iekaterinbourg, grand favori de la compétition et futur vainqueur, le club français s'incline logiquement sur le score de . Bourges décroche la troisième place en battant par 65 à 57 Košice.
En Coupe de France, les joueuses du club de Bourges s'inclinent à domicile en quart de finale face au club de Lyon sur le score de 69 à 74.
Malgré une seconde place en saison régulière, Bourges finit par disposer de Montpellier deux victoires à une en finale et conserver son titre de champion.

### Effectif 2011-2012
- Entraîneur : Valérie Garnier[28]
- Entraîneur adjoint : Jérôme Authier[28]

| Numéro | Nom                  | Taille (m) | Poste         | Nationalité |
| ------ | -------------------- | ---------- | ------------- | ----------- |
| 4      | Romane Bernies       | 1,70       | meneuse       | France      |
| 5      | Margaux Galliou-Loko | 1,82       | ailière       | France      |
| 6      | Ieva Kubliņa         | 1,93       | ailière forte | Lettonie    |
| 7      | Nwal-Endéné Miyem    | 1,88       | intérieure    | France      |
| 8      | Stylianí Kaltsídou   | 1,88       | ailière       | Grèce       |
| 9      | Céline Dumerc        | 1,69       | meneuse       | France      |
| 9      | Marjorie Carpréaux   | 1,65       | meneuse       | Belgique    |
| 10     | Jennifer Digbeu      | 1,90       | intérieure    | France      |
| 11     | Catherine Joens      | 1,80       | arrière       | États-Unis  |
| 12     | Marielle Amant       | 1,90       | pivot         | France      |
| 14     | Emmeline Ndongue     | 1,90       | pivot         | France      |
| 15     | Kiesha Brown         | 1,78       | arrière       | États-Unis  |
| 21     | Christelle Diallo    | 1,93       | pivot         | France      |

Pour pallier la blessure d'Emmeline Ndongue pendant l'Euro 2011, indisponible plusieurs mois, Bourges signe Ieva Kubliņa. Marjorie Carpréaux signe quelques semaines fin 2011 pour suppléer la blessure de Céline Dumerc.
Pour sa première saison au club, Valérie Garnier décroche son premier titre. La succession de Pierre Vincent fut discutée après la défaite contre Mondeville au Prado, le quatrième revers tango en Ligue, après dix journées : « Je connaissais Valérie, ce n'était pas un coup de tête. Elle sortait d'une saison où elle avait gagné deux matches avec Toulouse. Elle prenait la suite de Pierre Vincent. Mais j'ai toujours assumé ma décision. Je savais qu'elle pouvait correspondre à ce dont avait besoin le club. »

### Effectif 2010-2011
Entraîneur :  Pierre Vincent
Entraîneur adjoint :  Hervé Bouty
| Numéro | Nom                  | Taille (m) | Poste      | Nationalité        |
| ------ | -------------------- | ---------- | ---------- | ------------------ |
| 4      | Anaël Lardy          | 1,70       | meneuse    | France             |
| 5      | Maja Miljković       | 1,75       | arrière    | Serbie             |
| 7      | Nwal-Endéné Miyem    | 1,88       | intérieure | France             |
| 8      | Margaux Galliou-Loko | 1,82       | ailière    | France             |
| 9      | Stylianí Kaltsídou   | 1,88       | ailière    | Grèce              |
| 10     | Jennifer Digbeu      | 1,90       | intérieure | France             |
| 11     | Catherine Joens      | 1,80       | arrière    | États-Unis         |
| 12     | Paoline Salagnac     | 1,76       | arrière    | France             |
| 14     | Emmeline Ndongue     | 1,90       | pivot      | France             |
| 15     | Ilona Burgrová       | 1,96       | pivot      | République tchèque |

### Effectif 2009-2010
Entraîneur :  Pierre Vincent
Entraîneur adjoint :  Hervé Bouty
| Numéro | Nom                       | Taille (m) | Poste              | Nationalité        |
| ------ | ------------------------- | ---------- | ------------------ | ------------------ |
| 4      | Anaël Lardy               | 1,70       | Meneuse            | France             |
| 5      | Katarina Manić            | 1,81       | ailière et meneuse | Serbie             |
| 7      | Nwal-Endéné Miyem         | 1,88       | intérieure         | France             |
| 8      | Margaux Galliou-Loko      | 1,82       | ailière            | France             |
| 9      | Stylianí Kaltsídou        | 1,88       | ailière            | Grèce              |
| 10     | Jennifer Digbeu           | 1,90       | intérieure         | France             |
| 11     | Ana Lelas                 | 1,83       | arrière            | Croatie            |
| 11     | Essence Carson (pigiste). | 1,83       | arrière            | États-Unis         |
| 12     | Paoline Salagnac          | 1,76       | arrière            | France             |
| 14     | Emmeline Ndongue          | 1,90       | pivot              | France             |
| 15     | Ilona Burgrová            | 1,96       | Pivot              | République tchèque |

### Saison 2008-2009
Entraîneur :  Pierre Vincent
Entraîneur adjoint :  Hervé Bouty
| Numéro | Nom                           | Taille (m) | Poste              | Nationalité |
| ------ | ----------------------------- | ---------- | ------------------ | ----------- |
| 4      | Alessandra Santos de Oliveira | 2,00       | Pivot              | Brésil      |
| 5      | Katarina Manić                | 1,81       | ailière et meneuse | Serbie      |
| 6      | Cathy Melain                  | 1,83       | arrière            | France      |
| 7      | Nwal-Endéné Miyem             | 1,88       | intérieure         | France      |
| 8      | Ana Cata-Chitiga              | 1,94       | intérieure         | France      |
| 9      | Céline Dumerc                 | 1,69       | meneuse            | France      |
| 10     | Carine Paul                   | 1,77       | ailière            | France      |
| 11     | Ana Lelas                     | 1,83       | ailière            | Croatie     |
| 14     | Emmeline Ndongue              | 1,90       | pivot              | France      |
| 15     | Nóra Bujdosó                  | 1,88       | arrière            | Hongrie     |

Les Berruyères sont sacrées Championnes de France LFB pour la neuvième fois de leur histoire par une victoire 72 à 52 lors de la balle face à Tarbes. Porté par un public en fusion, Bourges offre son premier titre de Champion de France à Ana Lelas, son dernier à Cathy Melain qui prend sa retraite sportive au terme de cette saison. Céline Dumerc quitte Bourges pour une expérience à l'étranger.

### Saison 2007-2008
Entraîneur :  Pierre Vincent
Entraîneur adjoint :  Hervé Bouty
| Numéro | Nom               | Taille (m) | Poste      | Nationalité |
| ------ | ----------------- | ---------- | ---------- | ----------- |
| 4      | Sonja Petrović    | 1,76       | arrière    | Serbie      |
| 5      | Belinda Snell     | 1,89       | arrière    | Australie   |
| 6      | Cathy Melain      | 1,83       | arrière    | France      |
| 7      | Nwal-Endéné Miyem | 1,88       | ailière    | France      |
| 8      | Ana Cata-Chitiga  | 1,94       | intérieure | Roumanie    |
| 9      | Céline Dumerc     | 1,69       | meneuse    | France      |
| 10     | Carine Paul       | 1,76       | arrière    | France      |
| 11     | Sonja Kireta      | 1,98       | pivot      | Croatie     |
| 12     | Florence Lepron   | 1,83       | arrière    | France      |
| 14     | Emmeline Ndongue  | 1,90       | intérieure | France      |
| 15     | Nóra Bujdosó      | 1,88       | arrière    | Hongrie     |

Inofrmations d'après le site de Bourges.

### Saison 2006-2007
Entraîneur :  Pierre Vincent
Entraîneur adjoint :  Cédric Binauld
| Numéro | Nom                  | Taille (m) | Poste             | Nationalité |
| ------ | -------------------- | ---------- | ----------------- | ----------- |
| 5      | Evanthía Máltsi      | 1,80       | ailière           | Grèce       |
| 6      | Cathy Melain         | 1,83       | arrière           | France      |
| 7      | Nwal-Endéné Miyem    | 1,88       | pivot             | France      |
| 8      | Vicky Hall           | 1,86       | intérieure        | États-Unis  |
| 9      | Céline Dumerc (cap.) | 1,69       | meneuse           | France      |
| 10     | Carine Paul          | 1,77       | ailière           | France      |
| 11     | Sonja Kireta         | 1,98       | intérieure        | Croatie     |
| 12     | Florence Lepron      | 1,83       | meneuse - arrière | France      |
| 14     | Emmeline Ndongue     | 1,90       | intérieure        | France      |

### Saison 2005-2006
Entraîneur : Pierre Vincent  France
Entraîneur adjoint : Cédric Binauld  France
| Numéro | Nom                | Taille (m) | Poste      | Nationalité                      |
| ------ | ------------------ | ---------- | ---------- | -------------------------------- |
| 5      | Élodie Godin       | 1,90       | intérieure | France                           |
| 6      | Laia Palau         | 1,78       | ailière    | Espagne                          |
| 8      | Cathy Melain       | 1,83       | arrière    | France                           |
| 9      | Céline Dumerc      | 1,69       | meneuse    | France                           |
| 10     | Anete Jēkabsone    | 1,76       | ailière    | Lettonie                         |
| 11     | Bernadette Ngoyisa | 1,97       | intérieure | République démocratique du Congo |
| 12     | Pauline Krawczyk   | 1,80       | ailière    | France                           |
| 13     | Sabrina Reghaïssia | 1,88       | intérieure | France                           |
| 14     | Sena Pavetić       | 1,98       | intérieure | Croatie                          |

### Saison 2004-2005
Entraîneur : Pierre Vincent  France
Entraîneur adjoint : Cédric Binauld  France
| Numéro | Nom                | Taille (m) | Poste      | Nationalité          |
| ------ | ------------------ | ---------- | ---------- | -------------------- |
| 4      | Élodie Chieze      | 1,81       | ailière    | France               |
| 5      | Élodie Godin       | 1,90       | intérieure | France               |
| 6      | Laia Palau         | 1,78       | ailière    | Espagne              |
| 7      | Anete Jēkabsone    | 1,76       | ailière    | Lettonie             |
| 9      | Céline Dumerc      | 1,69       | meneuse    | France               |
| 10     | Ljubica Drljača    | 1,90       | intérieure | Serbie-et-Monténégro |
| 11     | Nina Bjedov        | 1,98       | pivot      | Serbie-et-Monténégro |
| 12     | Pauline Krawczyk   | 1,80       | ailière    | France Pologne       |
| 13     | Sabrina Reghaïssia | 1,88       | intérieure | France               |
| 14     | Élodie Bertal      | 1,90       | intérieure | France               |

### Saison 2003-2004
Entraîneur : Pierre Vincent  France
Entraîneur adjoint : Sébastien Nivet  France
| Numéro | Nom                   | Taille (m) | Poste      | Nationalité          |
| ------ | --------------------- | ---------- | ---------- | -------------------- |
| 4      | Pauline Krawczyk      | 1,80       | ailière    | France Pologne       |
| 5      | Leslie Ardon          | 1,81       | arrière    | France               |
| 6      | Alicia Poto           | 1,66       | meneuse    | Australie            |
| 7      | Vedrana Grgin-Fonseca | 1,80       | arrière    | Croatie              |
| 8      | Manon Sinico          | 1,80       | arrière    | France               |
| 9      | Céline Dumerc         | 1,69       | meneuse    | France               |
| 10     | Ljubica Drljača       | 1,90       | intérieure | Serbie-et-Monténégro |
| 11     | Iveta Marčauskaitė    | 1,96       | intérieure | Lituanie             |
| 12     | Élodie Godin          | 1,90       | intérieure | France               |
| 13     | Sandra Dijon          | 1,92       | intérieure | France               |
| 14     | Emmeline Ndongue      | 1,90       | intérieure | France               |

### Saison 2002-2003
Entraîneur : Olivier Hirsch  France jusqu'au 13 avril et la défaite en Final Four, 
remplacé par Sébastien Nivet
Entraîneur adjoint : Sébastien Nivet  France
| Numéro | Nom                   | Taille (m) | Poste      | Nationalité          |
| ------ | --------------------- | ---------- | ---------- | -------------------- |
| 4      | Fatou Dieng           | 1,65       | meneuse    | France               |
| 5      | Kelly Santos          | 1,90       | intérieure | Brésil               |
| 6      | Alicia Poto           | 1,66       | meneuse    | Australie            |
| 7      | Vedrana Grgin-Fonseca | 1,80       | arrière    | Croatie              |
| 8      | Yannick Souvré        | 1,75       | meneuse    | France               |
| 9      | Ljubica Drljača       | 1,90       | intérieure | Serbie-et-Monténégro |
| 10     | Ilona Korstine        | 1,82       | ailière    | France / Russie      |
| 11     | Slobodanka Tuvić      | 1,96       | pivot      | Serbie-et-Monténégro |
| 12     | Cathy Melain          | 1,83       | arrière    | France               |
| 13     | Sandra Dijon          | 1,92       | intérieure | France               |
| 14     | Emmeline Ndongue      | 1,90       | intérieure | France               |

### Saison 2001-2002
Entraîneur : Olivier Hirsch  France
Entraîneur adjoint : Sébastien Nivet  France
| Numéro | Nom                        | Taille (m) | Poste      | Nationalité    |
| ------ | -------------------------- | ---------- | ---------- | -------------- |
| 4      | Silvia Janostínová         | 1,93       | intérieure | Slovaquie      |
| 5      | Yacine Sene                | 1,81       | ailière    | France         |
| 6      | Alicia Poto                | 1,66       | meneuse    | Australie      |
| 7      | Reda Aleliūnaitė-Jankovska | 1,90       | intérieure | Lituanie       |
| 8      | Yannick Souvré             | 1,75       | meneuse    | France         |
| 9      | Ljubica Drljača            | 1,90       | intérieure | RF Yougoslavie |
| 10     | Ilona Korstine             | 1,82       | ailière    | France/ Russie |
| 11     | Nicole Antibe              | 1,87       | intérieure | France         |
| 12     | Cathy Melain               | 1,83       | arrière    | France         |
| 13     | Sandra Dijon               | 1,92       | intérieure | France         |
| 14     | Emmeline Ndongue           | 1,90       | intérieure | France         |

### Saison 2000-2001
Entraîneur : Olivier Hirsch  France
Entraîneur adjoint : Sébastien Nivet  France
| Numéro | Nom              | Taille (m) | Poste      | Nationalité    |
| ------ | ---------------- | ---------- | ---------- | -------------- |
| 4      | Johanna Boutet   | 1,78       | ailière    | France         |
| 5      | Yacine Sene      | 1,81       | ailière    | France         |
| 6      | Alicia Poto      | 1,66       | meneuse    | Australie      |
| 8      | Yannick Souvré   | 1,75       | meneuse    | France         |
| 10     | Ilona Korstine   | 1,82       | ailière    | France/ Russie |
| 11     | Nicole Antibe    | 1,87       | intérieure | France         |
| 12     | Cathy Melain     | 1,83       | arrière    | France         |
| 13     | Michele Van Gorp | 1,98       | intérieure | États-Unis     |
| 14     | Lœtitia Moussard | 1,91       | intérieure | France         |
| 15     | Anna Kotočová    | 1,89       | intérieure | Slovaquie      |

### Saison 1999-2000
Entraîneur : Olivier Hirsch  France
Entraîneur adjoint : Sébastien Nivet  France
| Numéro | Nom                 | Taille (m) | Poste      | Nationalité    |
| ------ | ------------------- | ---------- | ---------- | -------------- |
| 4      | Yacine Sene         | 1,81       | ailière    | France         |
| 5      | Okerielle Akpomedah | 1,86       | ailière    | France         |
| 6      | Audrey Sauret       | 1,78       | meneuse    | France         |
| 7      | Élodie Gérard       | 1,72       | meneuse    | France         |
| 8      | Yannick Souvré      | 1,75       | meneuse    | France         |
| 10     | Ilona Korstine      | 1,82       | ailière    | France/ Russie |
| 11     | Patrena Trice       | 1,89       | intérieure | États-Unis     |
| 12     | Cathy Melain        | 1,83       | arrière    | France         |
| 13     | Michele Van Gorp    | 1,98       | intérieure | États-Unis     |
| 14     | Lœtitia Moussard    | 1,91       | intérieure | France         |
| 15     | Anna Kotočová       | 1,89       | intérieure | Slovaquie      |

### Saison 1998-1999
Entraîneur : Olivier Hirsch  France
Entraîneur adjoint : Sébastien Nivet  France
| Numéro | Nom                 | Taille (m) | Poste      | Nationalité     |
| ------ | ------------------- | ---------- | ---------- | --------------- |
| 4      | Okerielle Akpomedah | 1,86       | ailière    | France          |
| 6      | Audrey Sauret       | 1,78       | meneuse    | France          |
| 7      | Christelle Jouandon | 1,83       | arrière    | France          |
| 8      | Yannick Souvré      | 1,75       | meneuse    | France          |
| 9      | Odile Santaniello   | 1,83       | arrière    | France          |
| 10     | Ilona Korstine      | 1,82       | ailière    | France / Russie |
| 11     | Stéphanie Vivenot   | 1,92       | intérieure | France          |
| 12     | Cathy Melain        | 1,83       | arrière    | France          |
| 14     | Lœtitia Moussard    | 1,91       | intérieure | France          |
| 15     | Anna Kotočová       | 1,89       | intérieure | Slovaquie       |

### Saison 1997-1998
Entraîneur : Vadim Kapranov  Russie
Entraîneur adjoint : Olivier Hirsch  France
| Numéro | Nom                    | Taille (m) | Poste      | Nationalité        |
| ------ | ---------------------- | ---------- | ---------- | ------------------ |
| 5      | Sandrine Ronot         | 1,82       | ailière    | France             |
| 6      | Eva Němcová            | 1,91       | ailière    | République tchèque |
| 7      | Christelle Jouandon    | 1,83       | arrière    | France             |
| 8      | Yannick Souvré         | 1,75       | meneuse    | France             |
| 9      | Odile Santaniello      | 1,83       | arrière    | France             |
| 10     | Leslie Ardon           | 1,81       | arrière    | France             |
| 11     | Stéphanie Vivenot      | 1,92       | intérieure | France             |
| 12     | Cathy Melain           | 1,83       | arrière    | France             |
| 13     | Sabrina Agaesse        |            |            | France             |
| 14     | Alexandra Van Embricqs | 1.88       | ailière    | Pays-Bas           |
| 15     | Anna Kotočová          | 1,89       | intérieure | Slovaquie          |

### Saison 1996-1997
Entraîneur : Vadim Kapranov  Russie
Entraîneur adjoint : Olivier Hirsch  France
| Numéro | Nom                  | Taille (m) | Poste      | Nationalité        |
| ------ | -------------------- | ---------- | ---------- | ------------------ |
| 4      | Muriel Robini        | 1,85       | intérieure | France             |
| 5      | Leslie Ardon         | 1,81       | arrière    | France             |
| 6      | Eva Němcová          | 1,91       | ailière    | République tchèque |
| 7      | Sandrine Ronot       | 1,82       | ailière    | France             |
| 8      | Yannick Souvré       | 1,75       | meneuse    | France             |
| 9      | Odile Santaniello    | 1,83       | arrière    | France             |
| 10     | Stéphanie Vivenot    | 1,92       | intérieure | France             |
| 12     | Cathy Melain         | 1,83       | arrière    | France             |
| 13     | Isabelle Fijalkowski | 1,95       | intérieure | France             |
| 14     | Michèle Jeanne       | 1,68       | meneuse    | France             |
| 15     | Anna Kotočová        | 1,89       | intérieure | Slovaquie          |

### Saison 1995-1996
Entraîneur : Vadim Kapranov  Russie
Entraîneur adjoint : Olivier Hirsch  France
| Numéro | Nom                  | Taille (m) | Poste      | Nationalité |
| ------ | -------------------- | ---------- | ---------- | ----------- |
| 6      | Amy Cissé            |            |            | France      |
| 7      | Sandrine Ronot       | 1,82       | ailière    | France      |
| 8      | Yannick Souvré       | 1,75       | meneuse    | France      |
| 9      | Odile Santaniello    | 1,83       | arrière    | France      |
| 10     | Renáta Hiráková      | 1,90       | intérieure | Slovaquie   |
| 11     | Stéphanie Vivenot    | 1,92       | intérieure | France      |
| 12     | Cathy Melain         | 1,83       | arrière    | France      |
| 13     | Isabelle Fijalkowski | 1,95       | intérieure | France      |
| 14     | Kadiatou Kanoute     | 1,78       | meneuse    | France      |
| 15     | Anna Kotočová        | 1,89       | intérieure | Slovaquie   |

### Saison 1994-1995
Entraîneur : Vadim Kapranov  Russie
Entraîneur adjoint : Olivier Hirsch  France
| Numéro | Nom                 | Taille (m) | Poste      | Nationalité |
| ------ | ------------------- | ---------- | ---------- | ----------- |
| 6      | Amy Cissé           |            |            | France      |
| 7      | Sandrine Ronot      | 1,82       | ailière    | France      |
| 8      | Yannick Souvré      | 1,75       | meneuse    | France      |
| 9      | Odile Santaniello   | 1,83       | arrière    | France      |
| 10     | Edwige Lawson       | 1,66       | meneuse    | France      |
| 11     | Emmanuelle Bergeron | 1,75       | meneuse    | France      |
| 12     | Martine Campi       |            |            | France      |
| 14     | Ielena Khoudachova  | 1,95       | intérieure | Russie      |
| 15     | Anna Kotočová       | 1,89       | intérieure | Slovaquie   |